# Hermann Fischer
Hermann Fischer (Ostheim vor der Rhön, 19 de febrero de 1894 - Bonn, 12 de marzo de 1968), Teniente General de la Wehrmacht durante la Segunda Guerra Mundial. También fue un beneficiario de la Cruz de Caballero de la Cruz de Hierro. La Cruz de Caballero de la Cruz de Hierro fue galardonado con la valentía de reconocer el campo de batalla extrema o el liderazgo militar exitoso.

## Historia
Entró en servicio en el Ejército el 27 de febrero de 1913. Con el rango de Alférez en el 32.º Regimiento de Infantería el 27 de febrero de 1913. Lidero un Pelotón y una Compañía, lideró un Batallón temporalmente y lideró el Ejército de Cursos entre 1914 - 1918. El 1 de octubre de 1919 fue transferido al 14.º Regimiento de Infantería Reichswehr hasta el 1 de octubre de 1920. El 1 de octubre de 1920 fue transferido al 18.º Regimiento de Infantería hasta el 1 de octubre de 1926. El 1 de octubre de 1926 fue jefe Compañía del 18.º Regimiento de Infantería hasta el 1 de octubre de 1934. El 1 de octubre de 1934 fue Comandante del III Batallón del 39.º Regimiento de Infantería hasta el 12 de octubre de 1936. El 12 de octubre de 1936 fue Comandante del III Batallón del 77.º Regimiento de Infantería hasta el 1 de diciembre de 1939. El 1 de diciembre de 1939 fue Comandante del 340.º Regimiento de Infantería hasta el 24 de marzo de 1942. El 24 de marzo de 1942 es delegado en la directiva del 181.º División de Infantería hasta el 20 de abril de 1942. El 24 de marzo de 1942 fue Comandante del 181.º División de Infantería hasta el 1 de octubre de 1944. El 1 de octubre de 1944 fue Jefe de Reserva del O.K.H. hasta el 1 de noviembre de 1944. El 1 de noviembre de 1944 fue Comandante de Ejército del área de retaguardia de 16.º Ejército hasta el 8 de mayo de 1945. Es capturado por las tropas soviéticas, el 8 de mayo de 1945 en la Bolsa de Curlandia hasta el 7 de octubre de 1955. Fue liberado el 7 de octubre de 1955.

## Fechas de ascensos
- Alférez - (20 de octubre de 1913)
- Teniente - (19 de junio de 1914)
- Teniente 1.º - (6 de noviembre de 1917)
- Capitán - (1 de diciembre de 1925)
- Mayor - (1 de junio de 1934)
- Teniente coronel - (1 de octubre de 1936)
- Coronel - (1 de agosto de 1939)
- Mayor general - (1 de abril de 1942)
- Teniente General - (1 de abril de 1943)